# Нумана
Нума̀на (на италиански: Dicomano) е малко пристанищно и морско курортно градче и община в Централна Италия, провинция Анкона, регион Марке. Разположено е на брега на Адриатическо море. Населението на общината е 3875 души (към 2010 г.).